# Gymnosporia nitida
Gymnosporia nitida är en benvedsväxtart som beskrevs av Merrill. Gymnosporia nitida ingår i släktet Gymnosporia och familjen Celastraceae. Inga underarter finns listade.